# Irmãs Dominicanas da Anunciata
As Irmãs Dominicanas da Anunciata constituem uma congregação religiosa católica de vida apostólica e direito pontificio, fundada em Vic (Catalunha, Espanha) pelo religioso dominicano São Francisco Coll, no dia 15 de agosto de 1856.

## História

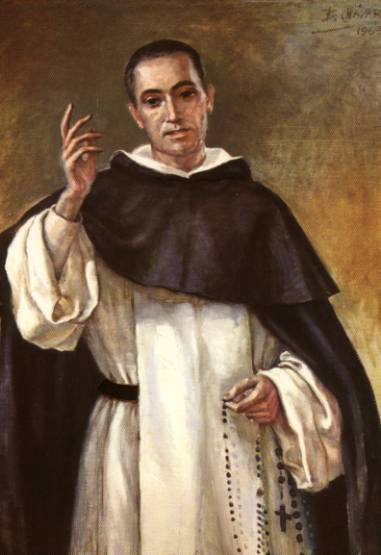
Francisco Coll Guitart (1812-1875), fundador da Congregação.

A decisão de fundar esta Congregação surge de São Francisco Coll (1812-1875), religioso dominicano que se dedicou às Missões Populares. Ele, impressionado com a realidade social e religiosa que observou no decorrer das suas missões, começou a se preocupar com a falta de acesso à educação das meninas, especialmente nas pequenas cidades. Por sua vez, ele conhecia várias jovens que queriam se consagrar a Deus como religiosas, mas por causa da sua pobreza elas não tiveram uma entrada fácil nos mosteiros da época, que exigiam um dote econômico. O Padre Coll decidiu então fundar uma nova congregação religiosa que não exigia tal requisito e que se preocupava principalmente com a educação. Assim, em 15 de agosto, na cidade de Vic, com as sete primeiras moças, ele fundou as Irmãs Terciárias de Sao Domingos, mais tarde denominadas Dominicas da Anunciata.
O início foi difícil por causa da falta de recursos financeiros, a ponto do bispo sugerir que o Padre Coll fechasse o instituto e demitisse as meninas. Mas, graças à perseverança do fundador e também à ajuda de alguns religiosos (como seu amigo san Antonio María Claret), eles conseguiram avançar. Logo ele teve a colaboração inestimável de uma jovem professora, Rosa Santaeugenia (1831-1889), que foi a primeira priora geral da Congregação. Apesar do início difícil, a Congregação teve um crescimento extraordinário, atingindo as 50 comunidades no ano da morte de seu Fundador. Desde o início, o Padre Coll inseriu o novo Instituto na Ordem dos Pregadores de São Domingos de Gusmão.
As primeiras comunidades das Dominicanas da Anunciata foram localizadas em áreas rurais da Catalunha, obtendo frequentemente lugares na escola pública. No entanto, como resultado da situação sócio-política ― a revolução de setembro de 1868― algumas irmãs foram forçadas a deixarem essas escolas e fundaram otras pequenas escolas, algumas delas nas proximidades das fábricas têxteis. Em 1880, a Congregação iniciou sua expansão fora da Catalunha, em Albacete (1880), e nas áreas de mineração de Astúrias (1897). A primeira fundação fora da Espanha foi na Argentina (1909) e de lá se espalhou para outros países da América do Sul. Em 1933, foi fundada na França e depois em outros países da Europa. Em 1955, a Congregação estendeu sua ação missionária à América Central, em 1969 à África e em 1988 à Ásia.

## Missão
A missão da Congregação, desde o inicio da fundação em 1856, é especialmente orientada para a educação e a evangelização, tornando-se presente na formação integral das crianças e dos jovens, atividade paroquial, atividade missionária e também no mundo da saúde.
Seu objetivo é "Anunciar a mensagem de salvação a todos, especialmente as crianças e aos jovens", nas populações grandes e pequenas, com uma opção definida pelos mais necessitados.

## Expansão
A partir de 2019, a Congregação das Dominicanas da Anunciata tem quase 900 irmãs espalhadas em 20 países nos quatros continentes:
- Europa: Espanha, França, Itália
- América: Argentina, Brasil, Chile, Paraguai, Peru, Uruguai, Costa Rica, El Salvador, Guatemala, México, Nicarágua
- África: Benin, Camarões, Costa do Marfim, Ruanda
- Ásia: Filipinas, Vietnã

No Brasil a Congregação foi fundada no ano 1973 na cidade de Belo Horizonte, e hoje tem as seguintes comunidades: 
- No estado de Minas Gerais: Belo Horizonte, bairro Nossa Senhora da Gloria (1973), Montes Claros (1976), Francisco Sá (1977), Belo Horizonte, bairro Arão Reis (1983)
- No estado de Acre: Vila Verde (2011)

## Mártires religiosas
A Congregação tem sete irmãs que morreram mártires na perseguição religiosa na Espanha em 1936. Os seus nomes são: Ramona Fossas, Adelfa Soro, Teresa Prats, Ramona Perramón, Otilia Alonso, Reginalda Picas e Rosa Jutglar. Elas foram beatificadas pelo Papa Bento XVI no dia 28 de outubro de 2007 juntamente com outros 491 mártires da mesma época. Sua festa litúrgica é comemorada no dia 6 de novembro.

## Links
- Sitio web das Irmãs Dominicanas da Anunciata (em castelhano)